# Bezirk Krościenko
Bezirk Krościenko – dawny powiat (Bezirk) kraju koronnego Królestwo Galicji i Lodomerii, funkcjonujący w latach 1854–1867. Siedzibą starostwa było miasteczko Krościenko.

## Kontekst historyczny
Bezirk Krościenko utworzono w ramach reformy uwłaszczeniowej z okresu Wiosny Ludów (1848–1849), która likwidowała jurysdykcję właściciela ziemskiego nad poddanymi. W Galicji, dominium – jako podstawowa jednostka administracyjna i filar systemu feudalnego straciło rację bytu. Konieczne stało się zatem wprowadzenie nowego systemu administracyjnego, którego zręby powstały w latach 1851–1855. Nowy trójstopniowy podział administracyjny objął 21 cyrkułów (niem. Kreise), 179 małych powiatów (niem. Bezirke) i ponad 6000 gmin (niem. Gemeinde). 
Krościenko, podobnie jak inne mniejsze miasta państwowe, było pod zarządem dominium. Zarząd ten nazywano kamerarią miejską (städtische Kämmerei). Miasteczko funkcjonowało w podobny sposób jak miasta w prywatnych majątkach. Ustrój prawie nie zmienił się od czasów przedrozbiorowych. Właścicielem dominium Krościenko był w 1850 roku Michał Dziewolski, a zarządcą był Teofil Jędrzejowski. W 1853 roku zarządcą był Anton Gerzabek. W 1850 roku utworzono w Krościenku c.k. urząd skarbowy. W 1851 roku ogłoszono utworzenie starostw powiatowych i sądów powiatowych oraz obwieszczono, gdzie znajdą się ich siedziby. Cyrkuły miały działać do 1865 roku. W Krościenku głównym poborcą podatkowym mianowano Austriaka Alexandra Wolframa, a kontrolerem (drugą osobą w urzędzie) został Prosper Fontany, poprzednio pracujący w nowosądeckim magistracie. Woźnym urzędu został Polak – Jan Wesołowski. Kancelaria i kasa urzędu tymczasowo mieściły się w karczmie ratuszowej. W 1854 roku poborcą był Ignaz Sieradzki, a w 1856 roku – Joseph Rotter. W 1853 roku uruchomiono w miasteczku urząd pocztowy. Ekspedytorem został Wojciech Andruszkiewicz (lub Andrusikiewicz), miejscowy organista i nauczyciel.  W 1854 roku podjęto decyzję o utworzeniu w zachodniej Galicji 68 małych powiatów sądowo-administracyjnych (gemischte), przy czym ich siedziby i – najprawdopodobniej – kształt terytorialny wzorowano na istniejących już powiatach podatkowych.

## Powiat
Bezirk Krościenko objął obszar o wielkości 8,9 mil², zamieszkany był przez 21.352 ludzi i podzielony na 33 gminy katastralne, w tym jedno miasteczko (Krościenko). Do powiatu należały (pisownia z epoki): Biała Woda, Czarna Woda, Czernice, Czorsztyn, Grywałd, Hałuszowa, Huba, Jaworki, Kamieniec, Kiczna, Kluszkowce, Krościenko, Krośnica, Łączki, Maniów, Maszkowice, Mizerna, Ochotnica, Sigulina (obecnie Sygulina – część wsi Maniowy), Sromowce niżnie, Sromowce wyżnie, Szczawa, Szczawnica wyźnia, Szczawnica niźnia, Szczeresz, Szlachtowa, Tylka, Tylmanowa, Wola Kosnowa, Wola pokulina, Wolaki (obecnie przysiółek Łącka), Wiesendorf, Zabrzeż, Zagorzyn, Zalesie, Zasadne, Zarzyce i Zbłudza. Powiat wszedł w skład cyrkułu sądeckiego, jako jeden z jego dziesięciu powiatów. Od południa powiat graniczył z Zalitawią.
W 1855 roku utworzono dwa nowe urzędy: obwodowy (Bezirksamt) z naczelnikiem, zwanym również starostą – do spraw politycznych i sądowy (Gerichtsamt), z adiunktem – do spraw cywilnych. W sądzie pracowali – poza adiunktem – koncypient (początkujący urzędnik), woźny i klucznik więzienny. Przy sądzie pracował notariusz. DNa potrzeby sądu wybudowano na rynku obok ratusza nowy, parterowy budynek, około 1880 roku nadbudowano ten budynek o drewniane piętro. o nowo utworzonego „c.k. Urzędu ksiąg gruntowych” (czyli hipoteki) zatrudniono dedykowanego urzędnika. W latach 1847 i 1855 kameraria krościeńska zatrudniała tylko jednego policjanta.Zachowano dotychczasową pieczęć urzędu: baranek z chorągiewką otoczony napisem: Sigillum de Krościenko. Miasto pozostawało pod zarządem kamerarii miejskiej. Zgodnie ze spisem z 1856 roku powiat liczył 20 007 katolików, 2347 greko-katolików i 483 osób wyznania mojżeszowego.
Po nadaniu Galicji autonomii oraz powołaniu samorządu gminnego i powiatowego w 1865 zlikwidowano cyrkuły (Kreise). Dotychczasowe małe powiaty (Bezirke) w liczbie 179, utrzymały się do 1867 roku, kiedy to w następstwie kolejnej reformy administracyjnej (23 stycznia 1867) zostały zastąpione przez 74 większe powiaty. Obszar zniesionego Bezirk Krościenko wszedł wtedy w skład nowych powiatów: nowosądeckiego, nowotarskiego i limanowskiego:
- w powiecie nowotarskim znalazły się (nazewnictwo zgodne ze źródłem): Czorsztyn, Grywałd, Huba, Hałuszowa, Kluszkowce, Krościenko, Maniów, Mizerna, Ochotnica, Sromowce niżne, Sromowce wyżne i Tylka,
- w powiecie nowosądeckim znalazły się: Białawoda, Czarnawoda, Czarniec, Jaworki, Kiczna, Łącko, Maszkowice, Szczawnica, Szlachtowa, Tylmanowa, Zabrzeż, Zagorzyn z Wolą Piskuliną i Wolą Kosnową oraz Zarzyce,
- w powiecie limanowskim znalazły się: Kamienica, Szczawa, Zalesie, Zasadne i Zbludza[11].

1 sierpnia 1878 częściowo zmieniono granice tych powiatów, włączając sześć gmin dawnego Bezirk Krościenko z powiatu nowosądeckiego do powiatu nowotarskiego.
Mimo likwidacji powiatu krościeńskiego w 1867 roku, sąd powiatowy w tym miasteczku działał do 1955 roku (od 1919 roku pod nazwą „sąd grodzki”). Urząd skarbowy i areszt działały do 1955 roku. Po likwidacji powiatu dotychczasowy jego naczelnik Mikołaj Kieryczyński objął urząd naczelnika sądu.

## Starostowie
- pierwszym naczelnikiem powiatu był Czech Manswet Kozel (ojciec Mansueta Johanna Kosela), adiunktem był wtedy Anton Schmidt, aktuariuszem – Jan Lepschy (ojciec Leonarda Lepszego), natomiast na stanowiskach kancelistów pracowali: Józef Komalski i (od 1857 roku) Jan Rucki[3][6][14]
- drugim i ostatnim (w latach 1864–1867) naczelnikiem był Polak Mikołaj Kieryczyński[3][15].

## Podział administracyjny (1854)
| Lp. | Gmina jednostkowa               | Powierzchnia | Ludność | Powiat w 1867 po zniesieniu |
| --- | ------------------------------- | ------------ | ------- | --------------------------- |
| 1   | Krościenko (m)                  | 4640         | 1106    | nowotarski                  |
| 2   | Grywałd                         | 2735         | 597     | nowotarski                  |
| 3   | Tylka                           | 600          | 189     | nowotarski                  |
| 4   | Czerniec                        | 855          | 333     | nowosądecki                 |
| 5   | Łącko z Wolakami i Wiesendorfem | 1920         | 1419    | nowosądecki                 |
| 6   | Szczereż i Maszkowice           | 2185         | 639     | nowosądecki                 |
| 7   | Zarzecze                        | 1355         | 359     | nowosądecki                 |
| 8   | Maniów                          | 3750         | 905     | nowotarski                  |
| 9   | Huba                            | 430          | 127     | nowotarski                  |
| 10  | Mizerna i Sygulina              | 1000         | 168     | nowotarski                  |
| 11  | Szczawnica (Niżna i Wyżna)      | 5815         | 1410    | nowosądecki                 |
| 12  | Biała Woda                      | 2015         | 505     | nowosądecki                 |
| 13  | Czarna Woda                     | 1915         | 338     | nowosądecki                 |
| 14  | Jaworki (dwie części)           | 3460         | 711     | nowosądecki                 |
| 15  | Szlachtowa                      | 3460         | 810     | nowosądecki                 |
| 16  | Ochotnica                       | 8380         | 3093    | nowotarski                  |
| 17  | Tylmanowa                       | 6040         | 1415    | nowosądecki                 |
| 18  | Zabrzeż i Wietrznica            | 1720         | 625     | nowosądecki                 |
| 19  | Czorsztyn                       | 715          | 117     | nowotarski                  |
| 20  | Hałuszowa                       | 785          | 134     | nowotarski                  |
| 21  | Kluszkowce                      | 2000         | 435     | nowotarski                  |
| 22  | Krośnica                        | 1200         | 356     | nowotarski                  |
| 23  | Sromowce Niżne                  | 1605         | 484     | nowotarski                  |
| 24  | Sromowce Wyżne                  | 1205         | 474     | nowotarski                  |
| 25  | Kamienica                       | 3740         | 1281    | limanowski                  |
| 26  | Kiczna                          | 1385         | 367     | nowosądecki                 |
| 27  | Szczawa                         | 4435         | 759     | limanowski                  |
| 28  | Wola Kosnowa                    | 1445         | 500     | nowosądecki                 |
| 29  | Wola Piskulina                  | 599          | 500     | nowosądecki                 |
| 30  | Zagorzyn                        | 1255         | 477     | nowosądecki                 |
| 31  | Zalesie                         | 2170         | 454     | limanowski                  |
| 32  | Zasadne                         | 4555         | 381     | limanowski                  |
| 33  | Zbłudza                         | 1280         | 384     | limanowski                  |

Objaśnienie:
(M) = miasto; (m) = miasteczko